# Divertimento
Als Divertimento (italienisch: Vergnügen, plural: Divertimenti) bezeichnet man ein mehrsätziges Instrumentalstück. Dieses hat meist einen unterhaltsamen, heiteren bis tanzartigen Charakter und wird in unterschiedlicher Besetzung als „Tafelmusik“ oder „Freiluftmusik“ gespielt. Bis Ende des 18. Jahrhunderts war das Divertimento an europäischen Höfen weit verbreitet und beliebt. Das Divertimento nimmt vor allem in der Wiener Klassik im Schaffen von Joseph Haydn und Wolfgang Amadeus Mozart (als Beispiel sei das Divertimento F-Dur, KV 138 genannt) sowie deren Zeitgenossen einen breiten Raum ein. Das späte Es-Dur-Divertimento für Streichtrio KV 563 von Mozart lässt die Aufwertung der unterhaltsamen Gattung zu einem Stück anspruchsvoller Kammermusik erkennen.
Im 19. Jahrhundert völlig aus der Mode gekommen, wurde es im 20. Jahrhundert von einzelnen Komponisten wieder aufgegriffen, wie zum Beispiel Divertimento für Streichorchester von Béla Bartók, Divertimento für kleines Orchester von Paul Graener oder im sinfonischen Divertimento for Orchestra von Leonard Bernstein.

## Weitere Begriffsverwendungen
Michael Ende veröffentlichte in seiner 1994 erschienenen Notiz- und Kurzgeschichtensammlung Zettelkasten das Divertimento in PP, eine aberwitzige Geschichte über Schnippelmappenschuppen, die durchaus mehrsätzig, unterhaltsam und sogar musikalisch daherkommt.